# Mary E. Byrd
Mary Emma Byrd (15 de noviembre de 1849 - 13 de julio de 1934) fue una educadora estadounidense y es considerada una pionera maestra de astronomía a nivel universitario. También fue astrónoma por derecho propio, determinando las posiciones de los cometas mediante la fotografía.

## Vida personal
Mary E. Byrd nació el 15 de noviembre de 1849 en Le Roy, Míchigan, hija del reverendo John Huntington Byrd y Elizabeth Adelaide Lowe como la segunda de seis hijos. La familia se mudó a Kansas en 1855. Su padre se oponía fuertemente a la esclavitud y al comercio de esclavos. Su madre era descendiente de John Endecott. Sus padres le inculcaron una fuerte creencia puritana, convirtiéndola en una persona de altos principios morales. Su tío, David Lowe, un juez de Kansas miembro del Congreso durante un período, se negó a presentarse a la reelección porque consideraba que "la política y la honestidad ideal son incompatibles".
Byrd murió de una hemorragia cerebral el 13 de julio de 1934 en Lawrence, Kansas, y está enterrada en el cementerio de Oak Hill.

## Educación
A fines del siglo XIX, era muy difícil para una joven obtener una educación digna. Esto no fue diferente para Mary Byrd, lo que se refleja en su educación. Trabajaba discontinuamente como maestra, mientras trataba de obtener una educación superior. Se graduó en la escuela secundaria de Leavenworth, y asistió al Oberlin College desde 1871 hasta 1874, cuando John Millott Ellis era el presidente de la universidad. Sin embargo, dejó Oberlin antes de completar los cursos, y se graduó por la Universidad de Míchigan con una licenciatura en 1878. Estudió con Edward Pickering en el Observatorio del Harvard College, recibiendo el Doctorado por el Carleton College en 1904. 
Byrd formó parte de un grupo de mujeres jóvenes que fueron las pioneras de la coeducación. La más notable en este grupo fue probablemente Alice Freeman Palmer. Trabajó brevemente en The Coast Star en Manasquan, Nueva Jersey, antes de su muerte.

## Carrera
Mary Emma Byrd ocupó muchos puestos de enseñanza. Los más importantes fueron: 
- 1883-1887 Profesora de matemáticas y astronomía en el Carleton College
- 1887-1906 Directora del observatorio en el Smith College[7] en Northampton, Massachusetts.

En 1906, Byrd, en el apogeo de su carrera, renunció a sus cargos en Smith porque la universidad aceptó dinero de Andrew Carnegie y John D. Rockefeller, lo que ella encontró reprobable. Tras su renuncia, regresó a Lawrence, Kansas. Continuó escribiendo, y contribuyó con muchos artículos a la revista Popular Astronomy. 
Durante su vida, Byrd fue miembro de: 
- La Sociedad Astronómica y Astrofísica de América (ahora la Sociedad Astronómica Estadounidense o simplemente AAS)
- La Sociedad Astronómica del Pacífico
- La Asociación Astronómica Británica
- La Liga Antiimperialista de Northampton
- La Sociedad Americana de Matemáticas[9]

## Publicaciones
Mary Emma Bird ha escrito dos libros: 
- Laboratory Manual in Astronomy, publicado en 1899 y actualmente disponible como reimpresión por BiblioLife, ISBN 978-1-110-12258-5
- First Observations In Astronomy: A Handbook For Schools And Colleges, publicado en 1913 y actualmente disponible como reimpresión por Kessinger Publishing, ISBN 0-548-62274-4